# Harry Männil
Harry Männil (ur. 17 maja 1920 w Tallinnie w Estonii, zm. 11 stycznia 2010 w San José w Kostaryce) – estoński biznesmen, doradca ekonomiczny dwóch rządów Estonii, kolekcjoner sztuki, filantrop, oskarżany o zbrodnie wojenne przez Centrum Wiesenthala.
W czasie II wojny światowej pełnił służbę w dwóch administracjach okupacyjnych. Wiosną 1941 był urzędnikiem zarządzającym nieruchomościami mieszkalnymi w Tallinnie w schyłkowym okresie okupacji radzieckiej, następnie ukrywał się przed mobilizacją do Armii Czerwonej u Żydówki nazwiskiem Miriam Lepp (zamordowanej w 1942), a od pierwszych dni okupacji niemieckiej do czerwca 1942 był członkiem estońskiej Policji Politycznej w Tallinnie, prowadząc przesłuchania aresztowanych cywilów. Zarzucano mu udział w aresztowaniach i zabójstwach tysięcy estońskich Żydów i komunistów. Według dokumentów zebranych przez Centrum Wiesenthala miał osobiście zamordować 100 osób.
W 1943 przeniósł się do Finlandii, a jesienią 1944 do Szwecji. W związku z zarzutami o współpracę z III Rzeszą został tam postawiony przed Komisją Sandlera, po czym jego zezwolenie na pobyt nie zostało przedłużone. Odmówiono mu wjazdu do Wielkiej Brytanii oraz Stanów Zjednoczonych.
Od 1946 przebywał w Wenezueli, gdzie pracował najpierw dla domu towarowego Beco należącego do niemieckich emigrantów, a w 1951 wraz z Arnoldem Oravem opuścił Beco i założył koncern motoryzacyjny ACO, jeden z największych w Ameryce Łacińskiej. W 1990 roku powrócił do Estonii i pracował jako doradca ekonomiczny dwóch rządów. Był ojcem chrzestnym córki estońskiego premiera Edgara Savisaara. Za sprawą znajomości z Geraldem Fordem brał udział w obradach Światowego Forum American Enterprise Institute.
Według dokumentów zebranych przez władze izraelskie był w czasie wojny wysoko postawionym urzędnikiem hitlerowskich władz okupacyjnych. Śledztwo w jego sprawie przeprowadziła na wniosek izraelskiego historyka Efraima Zuroffa w latach 2001–2006 estońska Policja Bezpieczeństwa (organizacja kontynuująca tradycję Policji Politycznej z okresu II wojny światowej), stwierdzając brak dowodów na udział Männila w egzekucjach na Żydach i w innych zbrodniach wojennych. W odpowiedzi Zuroff zwrócił uwagę na bezkarność zbrodniarzy nazistowskich w niepodległej Estonii i na finansowanie przez Mannila estońskich instytucji kulturalnych.